# Feed The Mogul
A Feed The Mogul (ma már csak "mogul") egy rock zenét játszó magyar zenekar, melynek tagjai: Ipolyi-Gáts Hunor, Áldott András, MIricz Attila és Kiss Bors Máté. 
Hangzásukban több stílus vegyül, de főként a pszichedelikus punk, a stoner, és a grunge. 
50% punk, 50% grunge, 50% stoner.

## Története
Hunor és András korábban a Babel zenekarban játszottak együtt évekig, a zenekar azonban 2017-ben feloszlott. Hunor és András már aznap demózni kezdtek egy akkor még névtelen új projekthez. Zenésztársak keresése közben jött szóba Attila és Bors, akikkel évekkel azelőtt Hunor együtt tanult, lakott és dolgozott. Két év próbálás után 2019-ben koncerteztek először.

## A zenekar tagjai
- Ipolyi-Gáts Hunor – ének, gitár
- Áldott András – gitár, vokál
- Miricz Attila – dobok
- Kiss Bors Máté – basszusgitár, vokál

## Diszkográfia
- Superfine (LP) – 2022
- Self Titled (EP) – 2020